# Archidiecezja Valencia en Venezuela
Archidiecezja Valencia en Venezuela (łac. Archidioecesis Valentinus in Venetiola) – archidiecezja Kościoła rzymskokatolickiego w Wenezueli. Należy do metropolii Valencia en Venezuela. Została erygowana 12 października 1922 roku przez papieża Piusa XI jako diecezja Mérida mocą konstytucji apostolskiej Magnitudo Divinae Bonitatis. W 1974 roku została podniesiona do rangi archidiecezji przez papieża Pawła VI.

## Ordynariusze

### Biskupi Valencia en Venezuela
- Francisco Antonio Granadillo (1923 - 1927)
- Salvador Montes de Oca (1927 - 1934)
- Gregorio Adam Dalmau (1937 - 1961)
- José Alí Lebrun Moratinos (1962 - 1972)
- Luis Eduardo Jiménez Henríquez (1972 - 1974)

### Arcybiskupi Valencia en Venezuela
- Luis Eduardo Jiménez Henríquez (1974 - 1990)
- Jorge Liberato Urosa Savino (1990 - 2005)
- Reinaldo del Prette Lissot (2007 - 2022)
- Jesús González de Zárate (od 2024)